# Демиевская площадь
Демиевская площадь (укр. Деміївська площа) расположена между Голосеевским проспектом, проспектом Валерия Лобановского, Изюмской улицей, улицей Николая Гринченко, переулком Руслана Лужевского и проспектом Науки. Возникла в XIX веке, имела официальное название  Базарная площадь и народное название Демиевская базарная или Демиевская. В 1961 году —  Комсомольская площадь, в том же году переименована в  Автовокзальная площадь (в связи с введением в эксплуатацию построенного на ней Центрального автовокзала). В её южной части в конце 1970-х годов полностью изменена застройка.
После реконструкции 1968 года площадь получила название Московская. В рамках политики декоммунизации решением Киевского городского совета от 6 октября 2016 года получила современное название.
Местность: Демиевка.

## Транспорт
- Троллейбусы 1, 11,12, 42, 43
- Автобусы 20, 22, 27, 38, 39, 52, 91
- Маршрутные такси 211, 205, 212, 412, 477, 539, 557 и др.
- Станция метро «Демиевская»